# Google App Engine
Google App Engine — сервіс хостингу сайтів і web-аплікацій на серверах Google з безкоштовним ім'ям в домені appspot.com, або з власним ім'ям.
App Engine анонсована в 2008, доступні як безкоштовні акаунти (до 1 Гб дискового простору, 10 Гб вхідного трафіку на день, 10 Гб вихідного трафіку на день, 200 мільйонів гігациклів CPU в день і 2000 операцій відправлення електронної пошти на день), так і можливість купівлі додаткових ресурсів.
Додатки, що розгортаються на базі App Engine, повинні бути написані на Python, Java, Go або PHP. Останні дві досі мають статус експериментальних інструментів, хоча Google і заявляв про наміри розширити множину мов програмування та середовищ, а сам сервіс зробити незалежним від якоїсь мови програмування.